# 西九龍站巴士總站

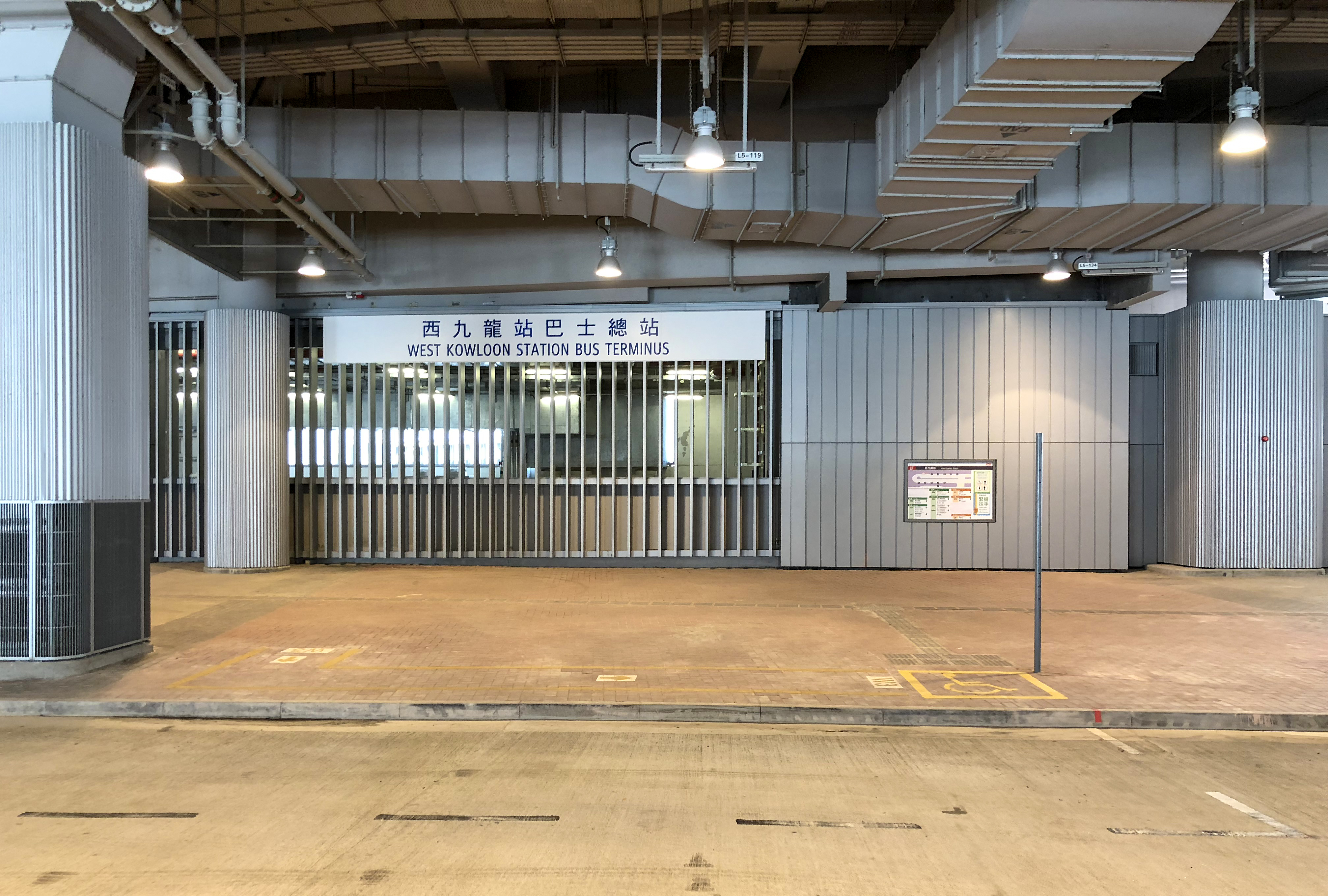
總站內的九巴W3線站位

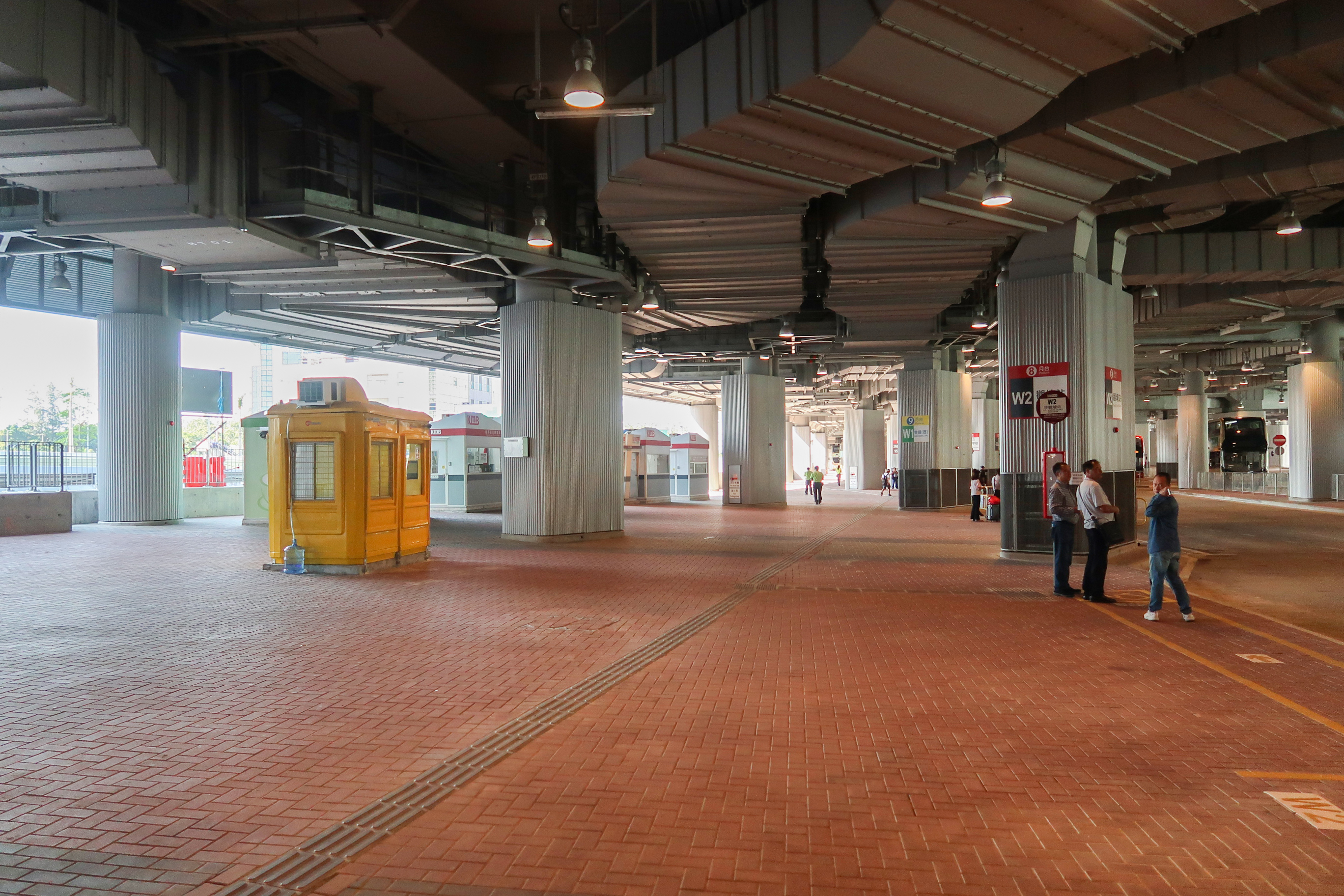
總站欠缺洗手間和休息室設施，需由巴士公司自行加設。而站位亦不設座位讓乘客等候

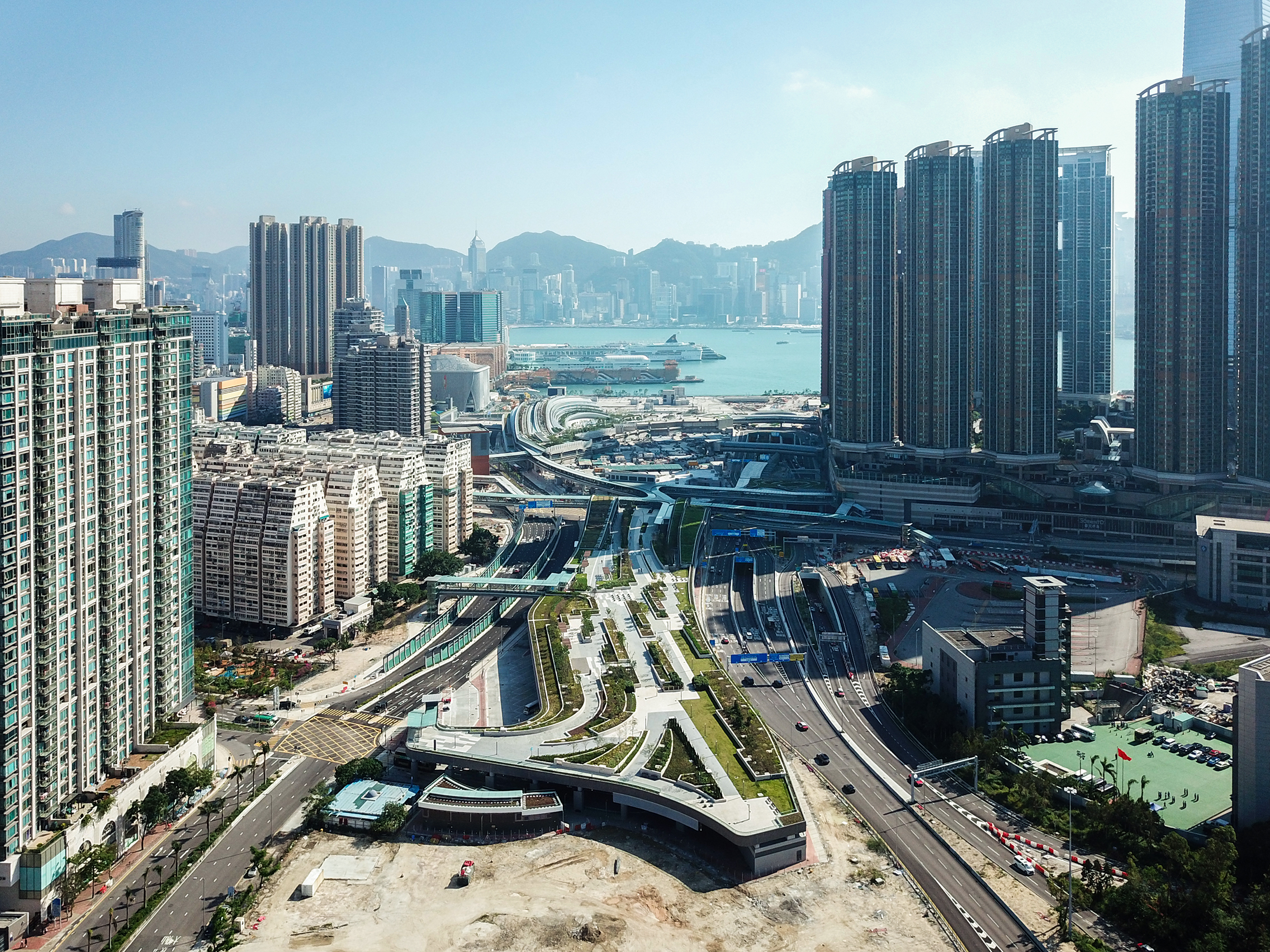
西九龍站巴士總站天台花園全貌

西九龍站巴士總站（英語：West Kowloon Station Bus Terminus），位於九龍油尖旺區廣深港高鐵香港西九龍站以北，佐敦道介乎海泓道與連翔道一段北面，是一個有蓋巴士總站，於2018年9月16日啟用，以取代佐敦（渡華路）巴士總站，有11條巴士線遷入，連同3條新巴士線，合共14條巴士路線以此為巴士總站，方便乘客接駁香港西九龍站，當中3條新巴士線往本總站方向繞經匯民道的高鐵西九龍站上落客區。

## 歷史
自2017年4月重置佐敦道以北一段連翔道後，騰出的臨時 D1A（N）路位置隨即進行西九龍站巴士總站及相關道路工程。而原本以尖沙咀（廣東道）或佐敦（渡華路）為總站的巴士路線則於高鐵通車前一個星期，即2018年9月16日率先遷入此站，惟啟用當日適逢超強颱風山竹襲港，所有巴士服務暫停，引致此站未能如期開放，要到翌日才正式啟用。
另一邊廂，根據運輸署提交的「廣深港高速鐵路西九龍站的本地公共交通服務安排」，三條全新巴士路線將於高鐵通車當天（即2018年9月23日）投入服務並以此站為總站：
- W1：來往金鐘（西），經西區海底隧道、干諾道西，由城巴營辦（於2020年7月19日取消服務）
- W2：來往觀塘站，經鯉魚門道、觀塘繞道、啟德隧道、東九龍走廊，由九巴營辦
- W3：來往上水，經青沙公路、大埔公路、吐露港公路 、粉嶺南（部分班次）及粉嶺公路

2020年1月30日，因西九龍站受新型冠狀病毒肺炎事件影響關閉，W1、W2、W3線當日起暫停服務，直至西九龍站重開後另行通知為止，W1線於同年7月19日取消服務，W3線於2021年5月10日起回復有限度服務。

## 爭議
西九龍站巴士總站專營巴士站位先天不足，客量較少的九龍巴士46線需要屈就於海泓道路旁的停車灣，不能駛入有蓋部份設站。此外，本總站雖作為西九龍站的巴士總站，但實際上，絕大部分總站的使用者是九龍站商廈上班和佐敦的乘客。
2018年9月12日，九巴副車務總監彭樹雄在專營巴士服務獨立檢討委員會聽證會時透露，對新建的巴士總站欠缺洗手間和休息室設施感到詫異，形容是設計錯誤，對前線車長帶來困擾。而公共洗手間並非專為車長而設，而且來回共需步行約10分鐘，距離過遠，令車長休息時間減少。有車長曾試過趕不及時間、被迫死忍繼續開車。而且在巴士試路時發現原有設計部分巴士車種不能夠轉彎轉出車站，結果需要大型改建。運輸署於傍晚發稿對九巴就西九龍站巴士總站的設施作出失實的陳述，表示遺憾。

## 總站路線資料

### 九龍巴士3X線（下午班次）
- 佐敦（西九龍站） →慈雲山（北）

### 城巴20A線
- 高鐵西九龍站 ↔ 啟德郵輪碼頭

### 九龍巴士36B線
- 梨木樹 ↔ 佐敦（西九龍站）

### 九龍巴士42A線
- 青衣（長亨邨） ↔ 佐敦（西九龍站）

### 九龍巴士46線
- 葵涌（麗瑤邨） ↔ 佐敦（西九龍站）

### 九龍巴士60X線
- 屯門市中心 ↔ 佐敦（西九龍站）

### 九龍巴士63X線
- 洪水橋（洪福邨） ↔ 佐敦（西九龍站）（經屯門）

### 九龍巴士69X、269X線
69X
- 天水圍（天瑞邨） ↔ 佐敦（西九龍站）
- 天水圍（天耀邨） → 佐敦（西九龍站）（特別班次）

於1993年10月28日投入服務，1998年5月26日起配合大欖隧道通車大幅修改路線並縮短至佐敦道碼頭，途經天水圍公園、天耀邨、天祐苑、元朗公路、大欖隧道、屯門公路、荃灣路、荔枝角、長沙灣、深水埗、旺角、油麻地及佐敦。
269X
- 天水圍（天瑞邨） ↔ 佐敦（西九龍站）

於2022年5月23日投入服務，起訖點與69X相同，途經天華邨、天恩邨、天澤邨、美湖居、元朗公路、大欖隧道、屯門公路（去程）、荃灣路（去程）、西九龍走廊（去程）／青葵公路（回程）、大角咀（回程）、旺角、油麻地及佐敦。

### 城巴79P線
- 粉嶺皇后山 ↔ 高鐵西九龍站

由城巴營運的一條繁忙時間路線，提供皇后山、軍地及馬尾下經龍山隧道、吐露港公路、青沙公路往來南昌站、大角咀、旺角、油麻地及尖沙咀的巴士服務，於2023年8月21日起投入服務，只於星期一至五繁忙時間提供服務。

### 九龍巴士81線
- 禾輋 ↔ 佐敦（西九龍站）

### 九龍巴士268X線
- 洪水橋（洪福邨）↔ 佐敦（西九龍站）
- 朗屏邨悅屏樓 → 佐敦（西九龍站）（平日上午特別班次）

### 九龍巴士271、271B、271X線
271
- 大埔（富亨） ↔ 佐敦（西九龍站）

於1992年6月1日投入服務，1993年11月5日改為全日提供服務，途經富善邨、大埔中心、大埔墟、廣福邨、獅子山隧道、九龍塘、油麻地、佐敦及尖沙咀。
271B
- 大埔（富亨） ↔ 佐敦（西九龍站）

於2017年2月27日投入服務，起訖點、途經與走線跟主線相同，但於獅子山隧道至廣福邨之間途經白石角及香港科學園。只於平日繁忙時間提供服務。
271X
- 佐敦（西九龍站） → 大埔（富亨）(經青沙公路)

於2017年2月27日投入服務，起訖點跟271線相同，但於油麻地至吐露港公路之間取道青沙公路，只於平日下午繁忙時間提供服務。

### 九龍巴士W2線
- 佐敦（西九龍站） ↺  觀塘
- 觀塘（創紀之城） → 佐敦（西九龍站）（每日上午特別班次）

### 九龍巴士W3線
- 上水 ↔ 佐敦（西九龍站）

## 過往路線
- 九龍巴士36X線 (延長至尖沙咀東（麼地道）公共運輸交匯處)
- 過海隧道巴士W1線（已取消）
- 九龍巴士95線 (延長至九龍站公共運輸交匯處)

## 車坑分佈
| 車坑分佈（以入口最左邊起計） | 車坑分佈（以入口最左邊起計） | 車坑分佈（以入口最左邊起計） |
| 編號                         | 座向                         | 路線                         |
| ---------------------------- | ---------------------------- | ---------------------------- |
| 1                            | 海泓道路旁停車灣（近入口）   | 九龍巴士46線                 |
| 2                            | 單坑                         | 九龍巴士271、271B、271X線    |
| 3                            | 單坑                         | 九龍巴士81線                 |
| 4                            | 單坑                         | 九龍巴士60X、63X線           |
| 5                            | 單坑                         | 九龍巴士69X線                |
| 6                            | 單坑                         | 九龍巴士268X、269X線         |
| 掉頭處                       |                              |                              |
| 7                            | 西面                         | 九龍巴士W3線                 |
| 8                            | 西面                         | 九龍巴士3X、W2線             |
| 9                            | 西面                         | 城巴20A、79P線               |
| 10                           | 西面                         | 九龍巴士42A線                |
| 11                           | 西面                         | 九龍巴士36B線                |

## 圖集

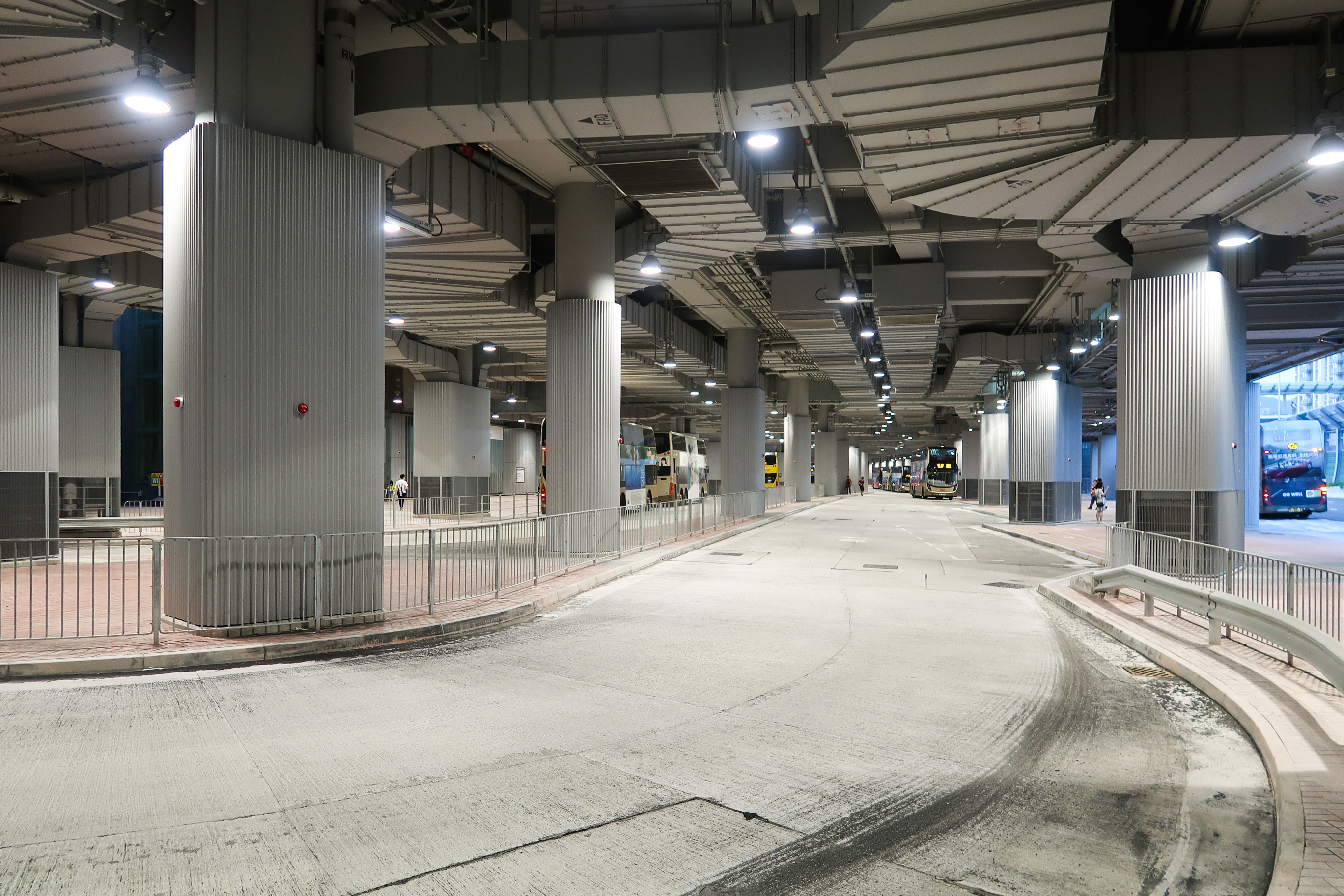
巴士總站內貌
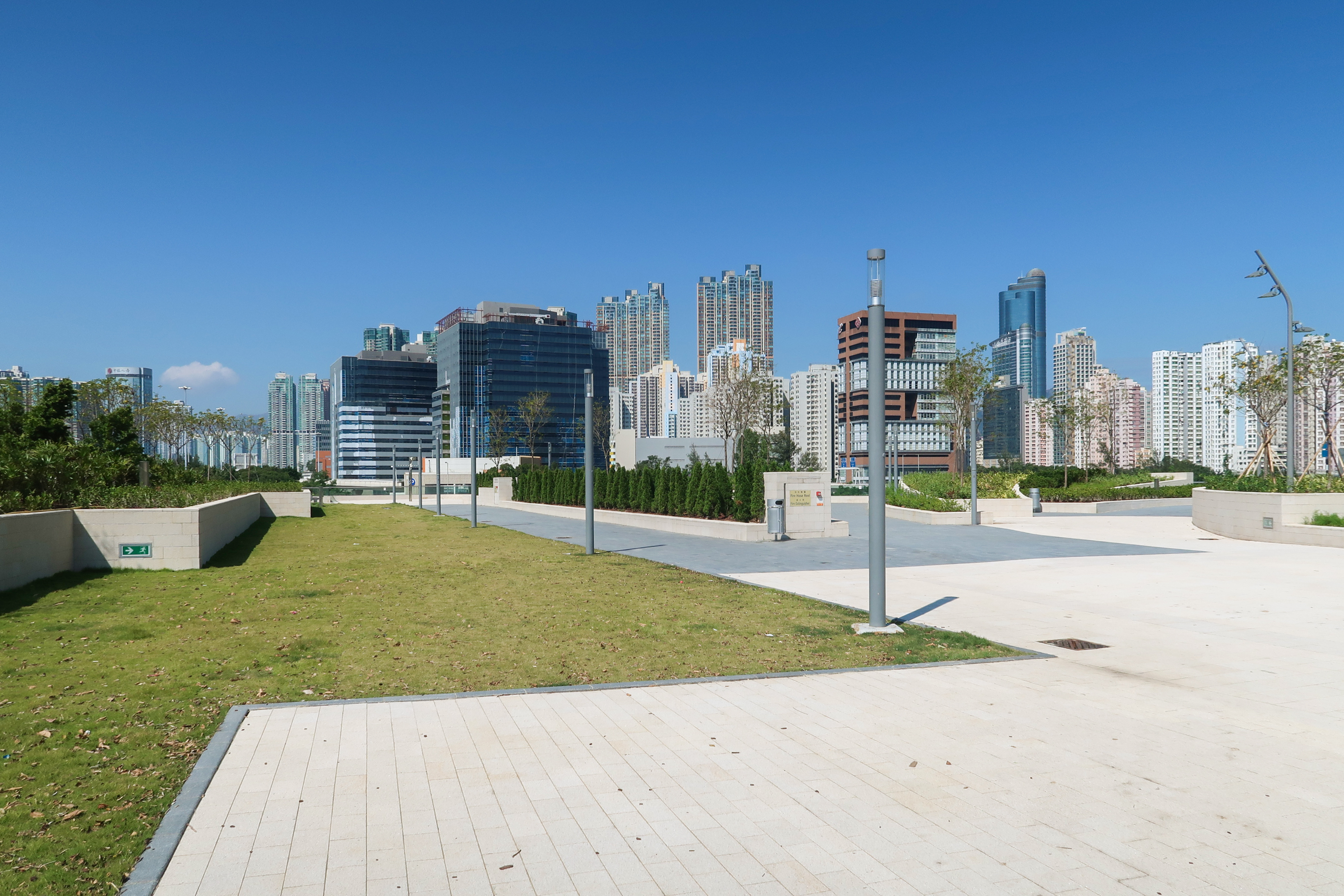
西九龍站巴士總站天台花園
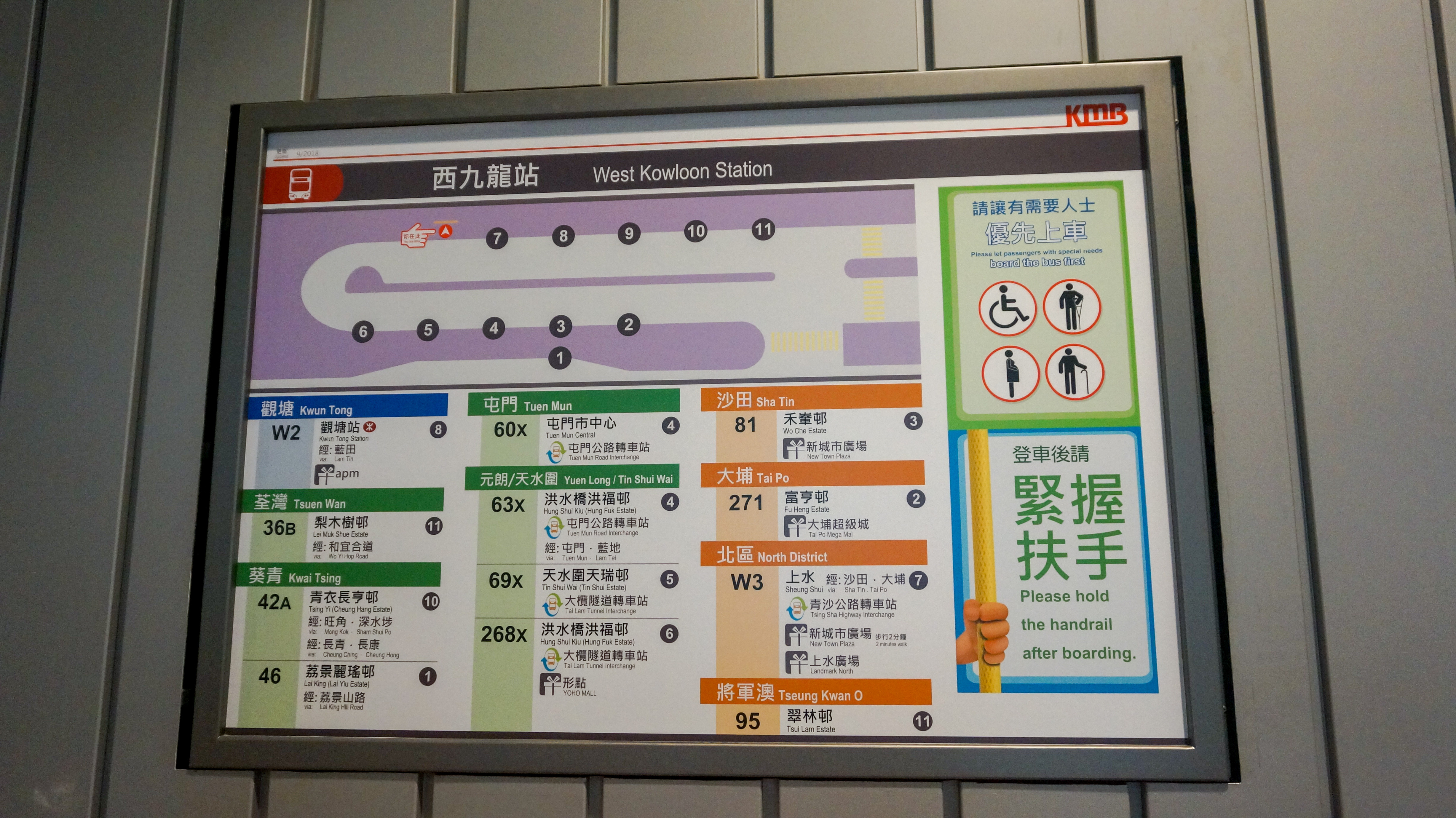
九巴製作的巴士總站地圖（沒有由城巴經營的W1線的標示）